# Обозначения Флемстида
Обозначения Флемстида (каталог Флемстида) — обозначения звёзд, введённые английским астрономом Джоном Флемстидом. Впервые этот метод обозначения звёзд появился в предварительном варианте Historia Coelestis Britannica, который был опубликован Эдмундом Галлеем и Исааком Ньютоном в 1712 году без его согласия. Флемстид составил список из 2554 звёзд. Окончательный вариант каталога Флемстида, опубликованный в 1725 году после его смерти, полностью опустил численные обозначения. Числа, используемые в настоящее время, были назначены французским астрономом Лаландом и появились в его альманахе 1783 года, Éphémérides des mouvemens célestes, в котором содержалось пересмотренное издание каталога Фламстида. Лаланд заметил в своём «Введении», что получил идею из неофициального издания 1712 года.
Обозначения Флемстида подобны обозначениям Байера, однако вместо греческих букв используются номера. Каждой звезде присваивается номер и имя созвездия, в котором находится звезда, в родительном падеже (см. Список созвездий и их латинское название (родительный падеж)). Цифры были присвоены в порядке возрастания прямого восхождения звёзд в рамках каждого созвездия, и не связаны с их блеском. Однако из-за эффекта прецессии в настоящее время этот порядок несколько нарушается.
Система обозначений Флемстида завоевала популярность уже в восемнадцатом веке, и сейчас широко используется, особенно при отсутствии обозначений Байера. Однако если обозначение Байера существует, то используется почти исключительно оно. Тем не менее обозначения Флемстида, как правило, отличаются от обозначений Байера тем, что не содержит дополнительных чисел, поэтому запись 55 Рака может быть более удобна, чем ρ1 Рака.
В качестве примера известных звёзд, которые обычно называют по Флемстиду, можно назвать 51 Пегаса (первая звезда главной последовательности, у которой была обнаружена экзопланета) и 61 Лебедя (одна из немногих видимых невооружённым глазом звёзд, обладающих значительным собственным движением).

## Несоответствия
Флемстид не строго придерживался установленного им же порядка. С этим столкнулся французский астроном Жозеф Джером Лаланд, когда заносил звёзды с этими номерами во французское издание каталога Флемстида, опубликованное в 1780 году.
Есть примеры звёзд, у которых обозначения созвездий не совпадают с созвездиями, в которых они находятся. Это произошло потому, что современные границы созвездий были пересмотрены со времён Флемстида, также были введены новые созвездия. Например, сейчас 10 Большой Медведицы находится в созвездии Рысь и, соответственно, носит обозначение Флемстида для созвездия, в котором оно не лежат, точно так же, как и для обозначений Байера, из-за компромиссов, которые были сделаны, когда определялись современные границы созвездий.
Например, нынешняя звезда Альфа Печи была обозначена Флемстидом как 12 Эридана, само же созвездие Печь было введено почти через пятьдесят лет после его смерти.
Каталог Флемстида охватывает только звёзды, видимые на территории Великобритании, и, следовательно, звёзды созвездий южного полушария содержат числа, присвоенные не Флемстидом. Например, звезда 82 Эридана была внесена в основной каталог южного полушария, называемый Uranometria Argentina («Аргентинская уранометрия»), Бенджамином Гулдом, и в общем случае, она должна содержать букву G и обозначаться как 82G Эридана. Однако, кроме нескольких случаев, такое обозначение в настоящее время не используется. Аналогично обозначения, подобные флемстидовским, введённые другими астрономами (например, Яном Гевелием), больше не используются в общем случае. (Известным исключением является шаровое звёздное скопление 47 Тукана из каталога Боде).
84 звезды, введённые в каталог Флемстида, являются ошибками и не существовали на небе:
- Флемстид наблюдал Уран в 1690 году, но не распознал его как планету и он вошёл в его каталог как звезда 34 Тельца.
- 11 Лисички была новой, теперь известной как CK Лисички.
- многие из них были вызваны арифметическими ошибками, сделанными Флемстидом.

## Список созвездий, в которых использованы обозначения звёзд Флемстида
Существуют 52 созвездия, звёзды в которых используют обозначения Флемстида. Звёзды перечислены в соответствующих списках для каждого созвездия:
- Андромеда
- Близнецы
- Большая Медведица
- Большой Пёс
- Возничий
- Водолей
- Волопас
- Волосы Вероники
- Ворон
- Весы
- Геркулес
- Гидра
- Гончие Псы
- Дева
- Дельфин
- Дракон
- Единорог
- Жираф
- Заяц
- Змееносец
- Змея
- Кассиопея
- Кит
- Козерог
- Лебедь
- Лисичка
- Лев
- Лира
- Малый Конь
- Малая Медведица
- Малый Лев
- Малый Пёс
- Овен
- Орион
- Орёл
- Пегас
- Персей
- Рак
- Рыбы
- Рысь
- Северная Корон
- Секстант
- Скорпион
- Стрелец
- Стрела
- Телец
- Треугольник
- Цефей
- Чаша
- Эридан
- Южная Рыба
- Ящерица

Кроме того, нескольким звёздам в созвездии Кормы и небольшому числу звёзд в созвездии Центавра и созвездии Волка обозначения даны не Флемстидом.